# Tunguska Pedregós

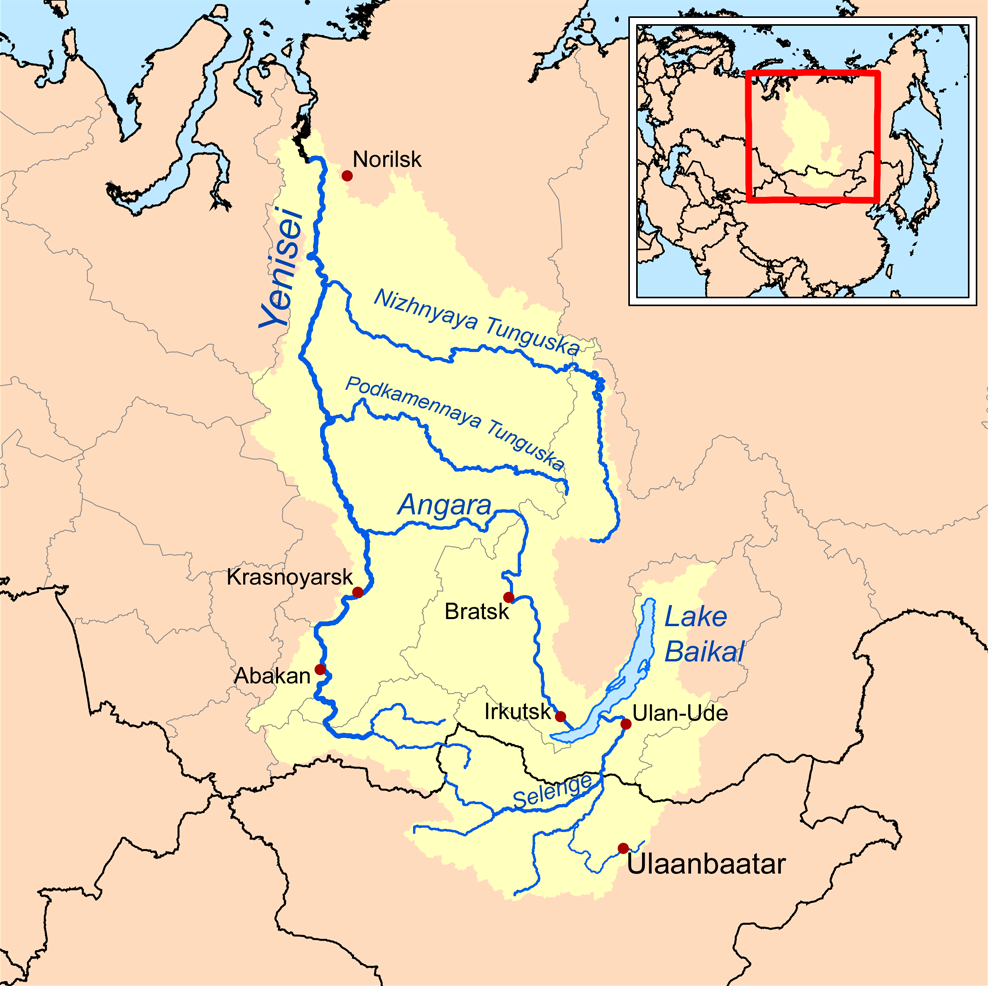
Mapa del riu Ienissei amb el Tunguska Pedregós (Podkamennaya Tunguska)

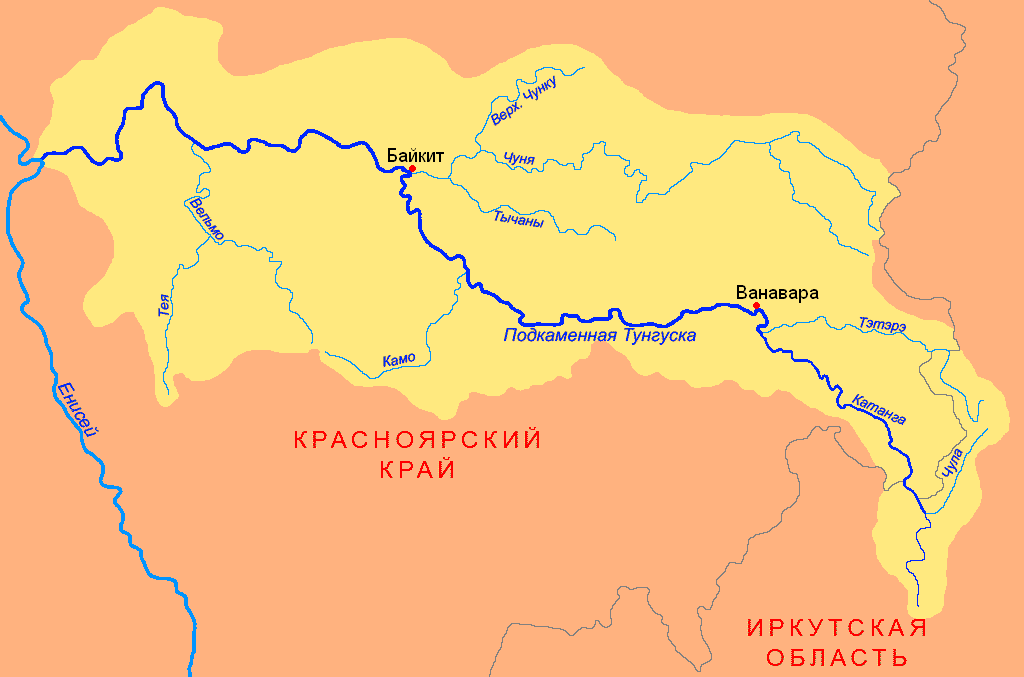
Conca del Tunguska Pedregós

El riu Tunguska Pedregós (rus: Подка́менная Тунгу́ска, Podkàmennaia Tunguska; literalment, «Tunguska sota les pedres»), també anomenat Tunguska Mitjà, és un afluent del riu Ienissei i es troba a Sibèria, Rússia. La seva llargada total és de 1.865 km i la seva conca de drenatge abasta 240.000 km² 
El nom d'aquest riu deriva del fet que en diversos trams flueix de forma subterrània, sota camps de còdols. En aquesta regió l'any 1908 va tenir lloc l'anomenat Esdeveniment de Tunguska, una gran explosió causada probablement per un petit asteroide, un meteorit o fins i tot un cometa.
Administrativament, el riu discorre íntegrament pel krai de Krasnoiarsk de la Federació Russa, encara que neix a l'óblast d'Irkutsk a la confluència dels rius Katanga i Tetere.
El riu Tunguska Pedregós discorre primer en direcció nord, fins a arribar a Vanavara, on fa un gir i es dirigeix cap a l'oest. Passa por Txamba, Oskoba Solzavod, Miriuga i Taimba. Aquí gira cap al nord-oest, passant per Stalino, Ust-Kamo (on rep per l'esquerra els rius Kamo), Kuiumba i Turama. Després, poc abans de Baikit, rep per la dreta el riu Txunia. Segueix el seu curs, cada vegada més en direcció oest, passant per Poligus, i prop de Burni descriu un ampli revolt cap al nord, en el qual passa per Kuzmovka i Kukui. En el seu tram final, després de passar per Sulomai, aborda, per l'extrem septentrional dels Alts del Ienissei, el curs baix del riu Ienissei per la seva esquerra, prop de la localitat que li dona nom, Podkàmennaia Tunguska i no gaire lluny del poble de Bor.
La zona de la seva conca està molt poc poblada, amb unes poques desenes de milers de persones. El riu resta glaçat d'octubre a maig. A l'estiu és navegable 571 km, fins Baikit.

## Hidrografia
Aquest riu té un cabal hidràulic mitjà a la desembocadura, de 1.750 m³/s, el cabal varia entre un mínim de 3-15 m³/s a l'hivern a un màxim d'estiu que pot arribar a 35.000 m³/s, quan provoca extenses inundacions.
| Cabals del Tunguska Pedregós (mesos de maig i juny) | Cabals del Tunguska Pedregós (mesos de maig i juny) | Cabals del Tunguska Pedregós (mesos de maig i juny) | Cabals del Tunguska Pedregós (mesos de maig i juny) | Cabals del Tunguska Pedregós (mesos de maig i juny) |
| Mesurament                                          | Distància a la desembocadura (en km)                | Mínim                                               | Màxim                                               | Mitjana                                             |
| --------------------------------------------------- | --------------------------------------------------- | --------------------------------------------------- | --------------------------------------------------- | --------------------------------------------------- |
| Sulomai                                             | 73                                                  | 285                                                 | 7.104                                               | 1.808                                               |
| Kuzmovka                                            | 209                                                 | 227                                                 | 6.608                                               | 1.587                                               |
| Baikit                                              | 571                                                 | 103                                                 | 4.961                                               | 974                                                 |
| Ust-Kamo                                            | 757                                                 | 36                                                  | 1.812                                               | 347                                                 |
| Txemdal                                             | 1.375                                               | 11                                                  | 566                                                 | 106                                                 |